# Shame on You (utwór muzyczny Tomasa Thordarsona)
Shame on You, znany także jako Sig det’ løgn – utwór duńskiego piosenkarza Tomasa Thordarsona, nagrany oraz wydany w formie singla w 2004 i umieszczony na debiutanckim albumie studyjnym wykonawcy pt. Sig det’ løgn (2004). Piosenkę napisali Ivar Lind Greiner i Iben Plesner.
Na początku lutego 2004 utwór „Sig det’ løgn” wygrał w finale programu Dansk Melodi Grand Prix 2004, zdobywszy największą liczbę głosów telewidzów, dzięki czemu został wybrany na propozycję reprezentującą Danię podczas 49. Konkursu Piosenki Eurowizji organizowanego w Stambule. Na potrzeby konkursu został nagrany w anglojęzycznej wersji jako „Shame on You”, którą Thordarson zaprezentował 12 maja w półfinale Eurowizji i z którą zajął 13. miejsce, nie zdobywając awansu do finału.
W 2005 Thordarson zaśpiewał numer podczas koncertu Gratulacje: 50 lat Konkursu Piosenki Eurowizji organizowanego w Kopenhadze z okazji 50-lecia Konkursu Piosenki Eurowizji.

## Lista utworów
CD single
1. „Shame on You” – 2:49
2. „Sig det’ løgn” – 2:49
3. „Shame on You” (Radiomix) – 2:53
4. „Shame on You” (Clubmix) – 4:09
5. „Shame on You” (Singback) – 2:49
6. „Loco in Havanna” – 3:29